# Torneio Rio-São Paulo de 1966
O Torneio Rio-São Paulo de 1966 foi a 18.ª edição do Torneio Rio-São Paulo. Disputado em pontos corridos, ao fim do torneio verificou-se um inusitado empate entre quatro equipes (Botafogo, Corinthians, Santos e Vasco da Gama) na primeira posição. Este foi o último Torneio Rio–São Paulo realizado até 1993. Em 1967, ele foi ampliado, com times de Minas Gerais, Paraná e Rio Grande do Sul, e passou a ser conhecido como Torneio Roberto Gomes Pedrosa, reconhecido em 2010 pela CBF como equivalente ao Campeonato Brasileiro.

## História
Os resultados da última rodada (Santos 0–0 Corinthians e Botafogo 3–0 Vasco da Gama) decretaram um empate em onze pontos entre os quatro times. Antes mesmo da rodada, já vislumbrando tal possibilidade, as federações Paulista e Carioca tomaram a decisão de declarar mais de um campeão, se mais de dois times terminassem empatados em pontos. No entendimento dos dirigentes, não seria possível determinar o campeão pelos critérios de desempate, pois essa possibilidade não estava prevista no regulamento da competição. O presidente da Federação Carioca, Antônio do Passo, explicou: "Realmente, o regulamento do torneio aponta o saldo de gols para definir o campeão. Entretanto, neste ano resolveu-se, por acordo, que, se o torneio terminasse com três ou mais vencedores, seriam proclamados todos os times em primeiro lugar. Isto porque, em face da realização da Copa do Mundo, os clubes não teriam datas para disputar partidas extras. Foi, sem dúvida, a melhor solução."
A única possibilidade de um desempate seria se o clássico carioca terminasse empatado e o paulista tivesse um vencedor. Nesse caso, o Vasco enfrentaria o vencedor do jogo entre Corinthians e Santos, em uma partida-desempate. A decisão foi tomada pois, naquela segunda-feira, a CBD faria a convocação de 45 atletas para os preparativos para a Copa do Mundo. Assim, não haveria calendário para a disputa de um quadrangular de desempate, e as federações do Rio de Janeiro e de São Paulo não quiseram colocar times reservas.
Por ter um melhor saldo de gols, o jornal Folha de S.Paulo considerou o Botafogo "'mais campeão' que os outros três". Mas o Corinthians desperdiçou a chance de conquistar seu primeiro título oficial "individual" em doze anos, ao não conseguir vencer o Santos, que jogou com dois jogadores a menos durante mais da metade do jogo — Coutinho e Mengálvio foram expulsos ainda no primeiro tempo — e ainda perdeu um pênalti com Flávio, defendido por Laércio.
O Palmeiras teria elevado o número de campeões para cinco, caso tivesse conseguido vencer o São Paulo, um dia antes, pois também alcançaria onze pontos. Porém, perdeu o jogo por 4 a 2. Assim, o São Paulo, com dez pontos ganhos, foi declarado vice-campeão.

## Partidas
| [ 2 ]       | BAN | BOT | COR | FLA | FLU | PAL | POR | SAN | SÃO | VAS |
| Bangu       | —   |     |     | 2-1 |     |     | 2-1 | 0-4 |     |     |
| Botafogo    | 3-1 | —   | 5-1 |     | 2-3 | 0-0 |     |     | 2-1 |     |
| Corinthians | 1-0 |     | —   | 3-1 |     | 1-2 | 5-4 | 0-0 | 2-0 | 0-3 |
| Flamengo    |     | 2-1 |     | —   | 4-1 | 1-2 | 2-0 |     |     |     |
| Fluminense  | 0-2 |     | 0-2 |     | —   |     |     |     | 1-3 |     |
| Palmeiras   | 0-2 |     |     |     | 1-0 | —   | 0-1 |     |     | 2-1 |
| Portuguesa  |     | 2-2 |     |     | 1-2 |     | —   | 1-2 |     | 0-1 |
| Santos      |     | 1-1 |     | 1-1 | 0-1 | 3-2 |     | —   |     |     |
| São Paulo   | 1-0 |     |     | 2-0 |     | 4-2 | 0-1 | 3-2 | —   | 0-1 |
| Vasco       | 1-0 | 0-3 |     | 1-1 | 2-0 |     |     | 2-5 |     | —   |

## Classificação final
| Classificação Final | Classificação Final | Classificação Final | Classificação Final | Classificação Final | Classificação Final | Classificação Final | Classificação Final | Classificação Final | Classificação Final | Classificação Final |
| Times               | Times               | Pts                 | J                   | V                   | E                   | D                   | GP                  | GC                  | SG                  |                     |
| ------------------- | ------------------- | ------------------- | ------------------- | ------------------- | ------------------- | ------------------- | ------------------- | ------------------- | ------------------- | ------------------- |
| 1                   | Botafogo            | 11                  | 9                   | 4                   | 3                   | 2                   | 19                  | 11                  | +8                  |                     |
| 1                   | Santos              | 11                  | 9                   | 4                   | 3                   | 2                   | 18                  | 11                  | +7                  |                     |
| 1                   | Vasco da Gama       | 11                  | 9                   | 5                   | 1                   | 3                   | 12                  | 11                  | +1                  |                     |
| 1                   | Corinthians         | 11                  | 9                   | 5                   | 1                   | 3                   | 15                  | 15                  | 0                   |                     |
| 5                   | São Paulo           | 10                  | 9                   | 5                   | 0                   | 4                   | 14                  | 11                  | +3                  |                     |
| 6                   | Palmeiras           | 9                   | 9                   | 4                   | 1                   | 4                   | 11                  | 13                  | -2                  |                     |
| 7                   | Flamengo            | 8                   | 9                   | 3                   | 2                   | 4                   | 13                  | 13                  | -0                  |                     |
| 8                   | Bangu               | 8                   | 9                   | 4                   | 0                   | 5                   | 9                   | 12                  | -3                  |                     |
| 9                   | Fluminense          | 6                   | 9                   | 3                   | 0                   | 6                   | 8                   | 17                  | -9                  |                     |
| 10                  | Portuguesa          | 5                   | 9                   | 2                   | 1                   | 6                   | 11                  | 16                  | -5                  |                     |